# Acrocheilus
Acrocheilus is een geslacht van straalvinnige vissen uit de familie van eigenlijke karpers (Cyprinidae).